# Zbigniew Iwański
Zbigniew Dominik Iwański (ur. 4 sierpnia 1928 w Warszawie, zm. 3 lutego 2019 w Jabłonnie) – polski lekkoatleta, skoczek w dal, wicemistrz Europy (1954), dwukrotny mistrz Polski.

## Kariera sportowa
Był zawodnikiem Zgody Świętochłowice (1947–1949), CWKS Warszawa (1951–1952 i 1954–1956), OWKS Kraków (1952) OWKS Lublin (1952–1953), Legii Warszawa (1957–1959) i Skry Warszawa (1960–1962).
Jego największym sukcesem w karierze było wicemistrzostwo Europy w 1954), wynikiem 7,46 (zwycięzca, Ödön Földessy pokonał go wynikiem 7,51). Dwukrotnie zdobywał mistrzostwo Polski w skoku w dal (1953, 1955). W tej samej konkurencji był też wicemistrzem Polski (1954), dwukrotnie brązowym medalistą mistrzostw Polski (1952, 1957) oraz halowym wicemistrzem Polski (1954). Ponadto w (1948) został wicemistrzem Polski w sztafecie 4 × 400 m. Startował w 10 meczach międzypaństwowych (1952–1957), odnosząc dwa zwycięstwa. Jego rekord życiowy wynosił 7,58 (25.08.1957).

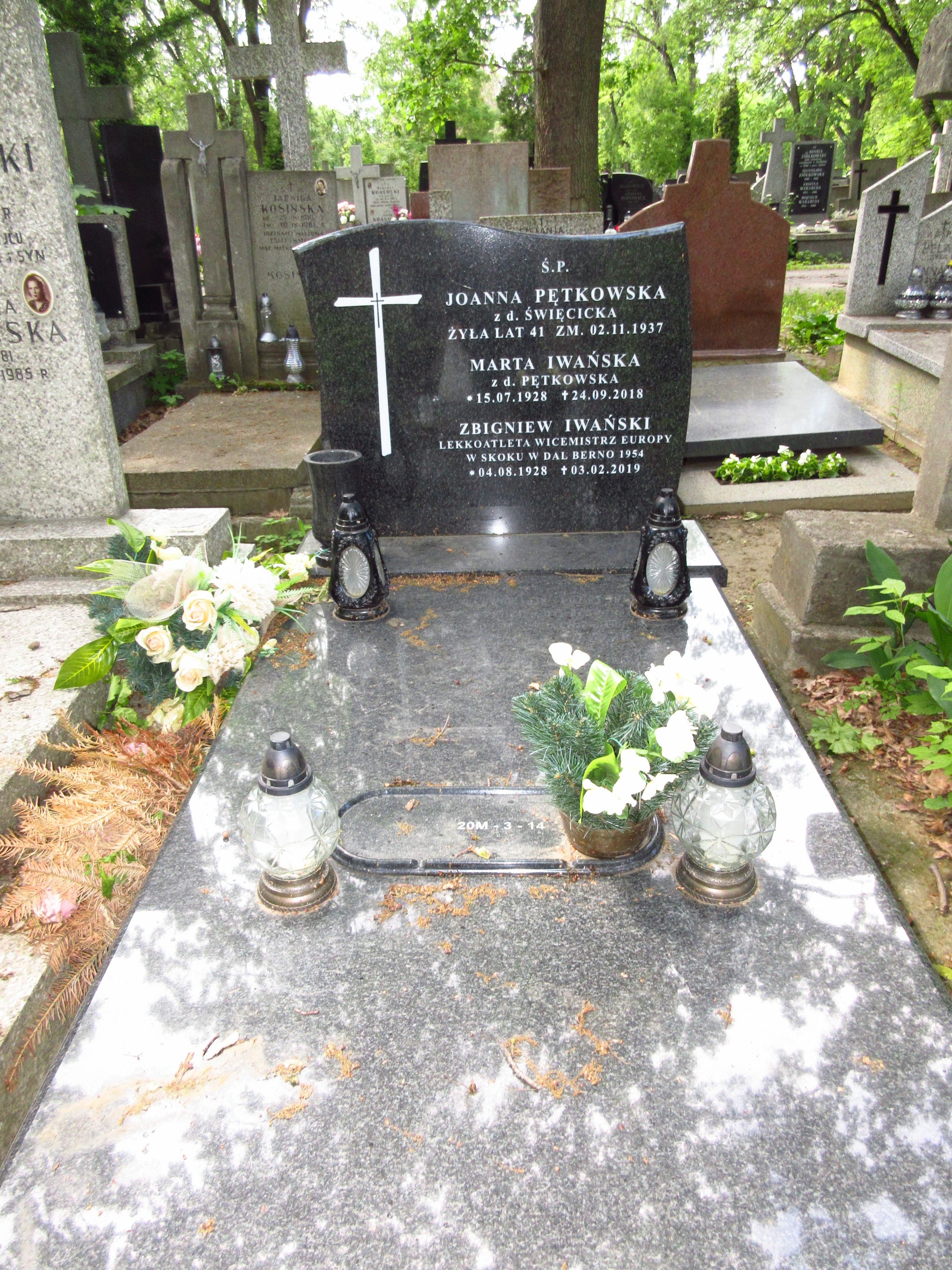
Grób Zbigniewa Iwańskiego na Cmentarzu Bródnowskim.

Zmarł w wieku 90 lat. Został pochowany na cmentarzu Bródnowskim w Warszawie (kwatera 20M-3-14).